# دستور

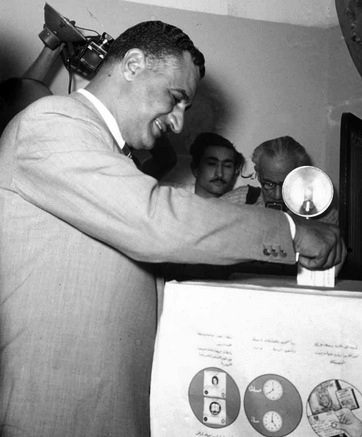
جمال عبد الناصر يدلي بصوته في استفتاء دستوري

الدستور هو القانون الأعلى الذي يحدد القواعد الأساسية لشكل الدولة (بسيطة أم مركبة) ونظام الحكم (ملكي أم جمهوري) وشكل الحكومة (رئاسية أم برلمانية) وينظم السلطات العامة فيها من حيث التكوين والاختصاص والعلاقات بين السلطات وحدود كل سلطة والواجبات والحقوق الأساسية للأفراد والجماعات ويضع الضمانات لها تجاه السلطة.
ويشمل اختصاصات السلطات الثلاث (السلطة التشريعية والسلطة القضائية والسلطة التنفيذية) وتلتزم به كل القوانين الأدنى مرتبة في الهرم التشريعي فالقانون يجب أن يكون متوخيا للقواعد الدستورية وكذلك اللوائح يجب أن تلتزم بالقانون الأعلى منها مرتبة إذا ما كان القانون نفسه متوخيا القواعد الدستورية. وفي عبارة واحدة تكون القوانين واللوائح غير شرعية إذا خالفت قاعدة دستورية واردة في الوثيقة الدستورية.

## تعريف الدستور
الدُستور (من دَستور الفارسية المركبة: دست بمعنى القاعدة ووَر أي صاحب) المادة التي منها تستوحي الأنظمة والقوانين التي تسير عليها الدولة لحل القضايا بأنواعها.
كلمة الدستور ليست عربية الأصل ولم تذكر القواميس العربية القديمة هذه الكلمة ولهذا فإن البعض يرجح أنها كلمة فارسية الأصل دخلت اللغة العربية عن طريق اللغة التركية، ويقصد بها التأسيس أو التكوين أو النظام.
وفي المبادئ العامة للقانون الدستوري يعرف الدستور على أنه مجموعة المبادئ الأساسية المنظمة لسلطات الدولة والمبينة لحقوق كل من الحكام والمحكومين فيها بدون التدخل في المعتقدات الدينية أو الفكرية، ولبناء الوطن على العالمية وهي الواضعة للأصول الرئيسية التي تنظم العلاقات بين مختلف سلطاتها العامة، أو هو موجز الإطارات التي تعمل الدولة بمقتضاها في مختلف الأمور المرتبطة بالشؤون الداخلية والخارجية.

## معايير تعريف القانون الدستوري
اختلف المفكرون وتباينت إتجاهاتهم تبعاً للمعيار الذي استند عليه كل فريق واتخذوها أساساً لتعريف القانون الدستوري وتحديد مضمونه وهي أربع معايير.
- أولاً:المعيار اللغوي.
- ثانياً:المعيار الشكلي.
- ثالثاً:المعيار الموضوعي.
- رابعا:المعيار الأكاديمي.

## الأساليب الديمقراطية لنشأة الدساتير
وهي تتم بإحدى طريقتين:
- الجمعية التأسيسية المنتخبة: حيث يتاح للشعب فرصة انتخاب ممثليه ليقوموا بهذه المهمة خصوصا، وأول من أخذ بهذا الأسلوب هي الولايات المتحدة الأمريكية بعد استقلالها عن بريطانيا سنة 1776 م.
- الاستفتاء الدستوري: حيث يتم وضعه بواسطة جمعية نيابية منتخبة من الشعب أو بواسطة لجنة حكومية أو بواسطة الحاكم نفسه ثم يعرض على الشعب في استفتاء عام ولا يصبح الدستور نافذا إلا بعد موافقة الشعب عليه

## أنواع الدستور
تقسم الدساتير من حيث تدوينها أو عدم تدوينها إلى دساتير مدونة وغير مدونة، ومن حيث طريقة تعديلها إلى دساتير مرنة ودساتير جامدة، ومن حيث محتواها إلى دساتير مطولة ودساتير مختصرة، ومن حيث مدة عمل بها إلى دساتير مؤقتة ودساتير دائمة.

### الدساتير المدونة وغير المدونة في العالم
الدساتير المدونة: يعتبر الدستور مدونا إذا كانت غالبية قواعده مكتوبة في وثيقة أو عدة وثائق رسمية صدرت من المشرع الدستوري.
الدساتير غير المدونة: وهي عبارة عن قواعد عرفية استمر العمل بها لسنوات طويلة حتى أصبحت بمثابة القانون الملزم وتسمى أحيانا الدساتير العرفية، نظرا لأن العرف يعتبر المصدر الرئيسي لقواعدها، ويعتبر الدستور الإنجليزي المثال الأبرز على الدساتير غير المدونة لأنه يأخذ غالبية أحكامه من العرف، وبعضها من القضاء، وان وجدت بعض الأحكام الدستورية المكتوبة مثل قانون سنة 1958 الذي سمح للنساء بأن يكن عضوات في مجلس اللوردات.

### الدساتير المرنة والدساتير الجامدة
الدساتير المرنة: هي التي يمكن تعديلها بنفس الإجراءات التي يتم بها تعديل القوانين العادية أي بواسطة السلطة التشريعية وأبرز مثال لها هو الدستور الإنجليزي.
الدساتير الجامدة: هي التي يستلزم تعديلها إجراءات أشد من تلك التي تم بها تعديل القوانين العادية، ومثال ذلك دستور أستراليا الفيدرالي الذي يتطلب موافقة أغلبية مواطني الولايات، بالإضافة إلى أغلبية الأصوات على المستوى الفيدرالي. وبعض الدساتير تحتوي على مواد محصنة يصعب أو يستحيل تغيير أجزاء منها.

### الدساتير المطولة والدساتير المختصرة
الدساتير المطولة: هي الدساتير التي تناقش وتنظم مسائل كثيرة ومتعددة وتفصيلية. ومثال دستور الهند عام 1950 ودستور الاتحاد السوفيتي 1977
الدساتير المختصرة: هي الدساتير التي تقتصر على الموضوعات المهمة دون التطرق للتفاصيل. مثال دستور دولة الكويت عام 1961

### الدساتير المؤقتة والدساتير الدائمة
الدساتير المؤقتة: توضع هذه الدساتير لفترة زمنية معينة وذلك لمواجهة ظروف طارئة ومحددة كأن تكون الدولة حصلت على استقلالها حديثا.
الدساتير الدائمة: هي الدساتير التي توضع ليعمل بها دون تحديد مدة زمنية لها حتي تظهر الحاجة لتعديلها آو إلغائها.

## مبدأ سمو الدستور
المقصود بسمو الدستور إنه القانون الأعلى في الدولة لا يعلوه قانون آخر، وقد نصت عليه أغلب دساتير دول العالم مثل دستور إيطاليا ودستور الصومال.
و سمو الدستور يكون على جانبين أساسيين هما:
السمو الموضوعي: ونقصد به إن القانون الدستوري يتناول موضوعات تختلف عن موضوعات القوانين العادية. وهذا السمو يستند على موضوع القواعد الدستورية ومضمونها والتي لا تنحصر في دساتير معينة بل موجودة في جميع الدساتير المكتوبة والعرفية جامدة أم مرنة. ويترتب على السمو الموضوعي ان الدستور هو القانون الأساسي في الدولة وهو الذي يبين أهداف الدولة ويضع الإطار السياسي والاجتماعي والاقتصادي، وأن الدستور هو الجهة الوحيدة التي تنشئ السلطات الحاكمة وتحدد اختصاصاتها، وعلى هذه السلطات احترام الدستور لأنه هو السند الشرعي لوجودها. ويؤدي إلى تأكيد مبدأ المشروعية ومبدأ تدرج القواعد القانونية وخضوع القاعدة الأدنى درجة للقاعدة الأعلى درجة. كما أن الاختصاصات التي تمارسها السلطات التشريعية والتنفيذية والقضائية مفوضة لهم بواسطة الدستور، فلا يحق لها تفويض اختصاصاتها لجهة أخرى إلا بنص صريح من الدستور.
ويترتب علي السمو الموضوعي للدستور نتيجتين أساسيتين هما :
1. تأكيد وتدعيم مبدأ المشروعية والذي بمقتضاه يخضع كل من الحاكم والمحكم إلى حكم القانون، ومن ثم فإنه يجب على السلطات الحاكمة أن تلتزم عند مباشرتها لاختصاصاتها باحترام القواعد القانونية الصادرة عن السلطة التشريعية فضلاً عن وجوب احترام الدستور وإلا فإنه قد تفقد صفتها الشرعية في الوجود وفي شرعية تصرفاتها[4]
2. عدم إجازة تفويض السلطات أو الهيئات الحاكم إلا إذا وجد نص صريح في الدستور يسمح بذلك للاختصاصات التي حددها الدستور لكل منها، فالأصل أن تزاول كل سلطة اختصاصاتها وفقاً للدستور ولا يجوز لها أن تفوض سلطة أخرى للقيام بهذه المهمة  إلا في حال نص الدستور على ذلك [4]

السمو الشكلي: ونقصد به أن القانون الدستوري هو القانون الذي نتبع في وضعه وتعديله إجراءات معينة أشد من الإجراءات اللازمة لوضع وتعديل القوانين العادية. وهذا السمو موجود في الدساتير المكتوبة الجامدة فقط. ويترتب على السمو الشكلي وجود سلطتين:
1. سلطة مؤسِسة، وهي التي تؤسس وتضع الدستور.
2. سلطة مؤسَسة، وهي التي تم إنشاءها.

كما يضمن السمو الشكلي احترام الدستور وقواعده، وينظم الرقابة على دستورية القوانين.

## المحكمة الدستورية
بما أن الدستور هو أحد أشكال القانون فلا بد أن يوجد لدى البعض سوء فهم أو تصور خاطئ لمعاني مواد الدستور الأمر الذي قد يؤدي إلى خلافات حول دستورية تشريع أو حكم قضائي ما.
لذا لجأت الدول في دساتيرها إلى إيجاد ما يسمى المحكمة الدستورية وهي المحكمة العليا في السلطة القضائية وتختص بحل النزاعات حول دستورية القوانين والتشريعات والأحكام القضائية وتكتسب قراراتها درجة القطعية مباشرة وهي غير قابلة للنقض.

## وصلات خارجية
- مشروع الدساتير المقارنة (بالإنجليزية)